# Medula renal
Medula renal é a parte mais interna do rim localizado entre o córtex renal e a pélvis. Ela contém numerosos tubos coletores de urina. Sendo responsável pela filtração da urina, na medula renal humana existem milhares de néfrons que executam essa ação. Já nos animais o gato é o animal que se mais tem problemas renais pela baixa quantidade de néfrons.   